# 愛德華多·薩維林
愛德華多·薩維林（葡萄牙語： Eduardo Saverin，1982年3月19日—），是一名新加坡企業家。他與馬克·朱克伯格等人一同創辦了Facebook。截至2021年3月31日，他擁有1.88％股份（5346.31萬股），價值166億美元的股份。

## 个人生活
薩維林出生於聖保羅的一個猶太人家庭，並在佛羅里達州城市邁阿密長大。他的父親從事於出口和房地產業。他曾經就讀於邁阿密的格列佛準備學校，後來入讀哈佛大學成為鳳凰SK俱樂部的成員和哈佛投資協會（Harvard Investment Association）的主席。2006年，他以極優等的成績，以經濟文學士的學位於哈佛大學畢業。2012年，爱德华多·萨维林移民新加坡之后宣布放弃美国国籍。根据美国移民法，如果此举是为了躲避Facebook IPO收益所得带来的巨额税收，则萨维林将被禁止入境美国。2014年3月27日，薩維林與華裔印尼人Elaine Andriejanssen訂婚，並於2015年7月25日在法國蔚藍海岸完婚。

## Facebook
爱德华多.薩維林在大學一年級時認識了馬克·祖克柏，他們在大學二年級時一同創立了Facebook。當時薩維林大學三年級，而馬克·祖克柏則是大學二年級。薩維林擔任首席財務官及業務經理。接著在夏天時，由於他與馬克·祖克柏的衝突和意見分歧，當時居住在紐約的他一度當上財務實習生，並遠離在硅谷繼續經營當時正快速發展仍稱為thefacebook的馬克·祖克柏。後來，一些外資—主要是風險資本家、PayPal創辦人之一彼得·提爾和Napster創辦人之一西恩·帕克負責Facebook在草創時期有關財務和資金的事宜，以及支援作為總裁的馬克·祖克柏，
原本作為首席財務官的他作用減弱，影響力亦隨之消失。2005年4月，在馬克·祖克柏將他佔有的股份比例從原有的34%降至10%後，他入稟控告馬克·祖克柏和Facebook。最終，馬克·祖克柏和薩維林選擇在庭外和解，薩維林得到一筆未知數目的賠償，並贏得要求Facebook在其網頁上標明他為創辦人之一的聲明。

## 媒體描寫
在電影《社群網戰》中，薩維林由安德魯·加菲爾德飾演。電影描述他與馬克·朱克伯格從Facebook創立初期直至他對馬克·朱克伯格採取法律行動期間雙方的關係變化。2010年10月1日，《社交網絡》正式上映，由謝西·艾辛堡飾演馬克·朱克伯格，編劇則為阿倫·索金。

## 外部連結
- 愛德華多·薩維林的Facebook專頁
- Profile（页面存档备份，存于） at Forbes
- WorldCat 聯合目錄中愛德華多·薩維林的著作或與之相關的著作
- （英文）Where In The World Is Eduardo Saverin?（页面存档备份，存于）